# Jari Lipponen
Jari Lipponen (n. 17 octombrie 1972, Kemi, Lapin lääni, Finlanda) este un arcaș ce a reprezentat Finlanda, medaliat olimpic. A participat la 3 ediții ale Jocurilor Olimpice (1992, 1996, 2000) în care a câștigat o medalie de argint.